# Обвуа
Обвуа́ (фр. Aubevoye) — колишній муніципалітет у Франції, у регіоні Нормандія, департамент Ер. Населення — 4852 осіб (2011).
Муніципалітет був розташований на відстані близько 85 км на північний захід від Парижа, 35 км на південний схід від Руана, 22 км на північний схід від Евре.

## Історія
До 2015 року муніципалітет перебував у складі регіону Верхня Нормандія. Від 1 січня 2016 року належав до нового об'єднаного регіону Нормандія.
1 січня 2016 року Обвуа, Сент-Барб-сюр-Гайон i В'є-Вілле було об'єднано в новий муніципалітет Ле-Валь-д'Азе.

## Демографія
Динаміка населення (INSEE ):
Розподіл населення за віком та статтю (2006):
| Стать | Всього | До 15 років | 15-24 | 25-44 | 45-64 | 65-85 | Понад 85 |
| --- | ------ | ----------- | ----- | ----- | ----- | ----- | -------- |
| Чоловіки | 2132   | 575         | 246   | 624   | 455   | 220   | 12       |
| Жінки | 2136   | 501         | 222   | 635   | 516   | 246   | 16       |
| \| Статево-вікова піраміда \| Статево-вікова піраміда \| Статево-вікова піраміда \| \| ----------------------- \| ----------------------- \| ----------------------- \| \| Чоловіки \| Вік \| Жінки \| \| 12 \| 85 + \| 16 \| \| 32 \| 80-84 \| 48 \| \| 40 \| 75-79 \| 69 \| \| 60 \| 70-74 \| 44 \| \| 88 \| 65-69 \| 85 \| \| 64 \| 60-64 \| 72 \| \| 152 \| 55-59 \| 141 \| \| 127 \| 50-54 \| 160 \| \| 112 \| 45-49 \| 143 \| \| 159 \| 40-44 \| 123 \| \| 170 \| 35-39 \| 190 \| \| 175 \| 30-34 \| 159 \| \| 120 \| 25-29 \| 163 \| \| 104 \| 20-24 \| 108 \| \| 142 \| 15-20 \| 114 \| \| 181 \| 10-14 \| 146 \| \| 189 \| 5-9 \| 197 \| \| 205 \| 0-4 \| 158 \| |        |             |       |       |       |       |          |
| Статево-вікова піраміда |        |             |       |       |       |       |          |
| Чоловіки | Вік    | Жінки       |       |       |       |       |          |
| 12 | 85 +   | 16          |       |       |       |       |          |
| 32 | 80-84  | 48          |       |       |       |       |          |
| 40 | 75-79  | 69          |       |       |       |       |          |
| 60 | 70-74  | 44          |       |       |       |       |          |
| 88 | 65-69  | 85          |       |       |       |       |          |
| 64 | 60-64  | 72          |       |       |       |       |          |
| 152 | 55-59  | 141         |       |       |       |       |          |
| 127 | 50-54  | 160         |       |       |       |       |          |
| 112 | 45-49  | 143         |       |       |       |       |          |
| 159 | 40-44  | 123         |       |       |       |       |          |
| 170 | 35-39  | 190         |       |       |       |       |          |
| 175 | 30-34  | 159         |       |       |       |       |          |
| 120 | 25-29  | 163         |       |       |       |       |          |
| 104 | 20-24  | 108         |       |       |       |       |          |
| 142 | 15-20  | 114         |       |       |       |       |          |
| 181 | 10-14  | 146         |       |       |       |       |          |
| 189 | 5-9    | 197         |       |       |       |       |          |
| 205 | 0-4    | 158         |       |       |       |       |          |

## Економіка
2010 року серед 3065 осіб працездатного віку (15—64 років) 2254 були активними, 811 — неактивними (показник активності 73,5%, у 1999 році було 72,7%). З 2254 активних мешканців працювали 1933 особи (1001 чоловік та 932 жінки), безробітними було 321 (156 чоловіків та 165 жінок). Серед 811 неактивних 255 осіб було учнями чи студентами, 331 — пенсіонерами, 225 були неактивними з інших причин.

У 2010 році в муніципалітеті числилось 1822 оподатковані домогосподарства, у яких проживали 4917,5 особи, медіана доходів виносила 17 087 євро на одного особоспоживача